# Chiesa di Santa Maria Antica
La chiesa di Santa Maria Antica è un luogo di culto cattolico che sorge nel cuore del centro storico di Verona, su un angolo di piazza dei Signori, per secoli centro politico della città, e non distante da piazza delle Erbe; fa parte della diocesi di Verona.

## Storia
L'edificio venne edificato per svolgere la funzione di luogo di preghiera di un monastero femminile, fondato tra il 744 e il 745 da due sorelle di origine germanica, Auctonda e Natalia, e adiacente alla Curtis Regia del Regno longobardo. Di questo primo edificio non si conosce molto, tuttavia sono sopravvissuti una porzione di ciborio reimpiegato nella muratura e un lacerto di pavimento musivo in tessere bianche e nere. Un paio di secoli dopo, nel 929, il pontefice papa Giovanni X affidò all'abbazia di Santa Maria in Organo la giurisdizione sulla chiesetta, già conosciuta con la denominazione di "Antiqua"; fu così che nel 1024 Inghelperto, abate di Santa Maria in Organo, insediò a Santa Maria Antica quindici chierici da lui dipendenti, ufficializzando la fine del monastero femminile.

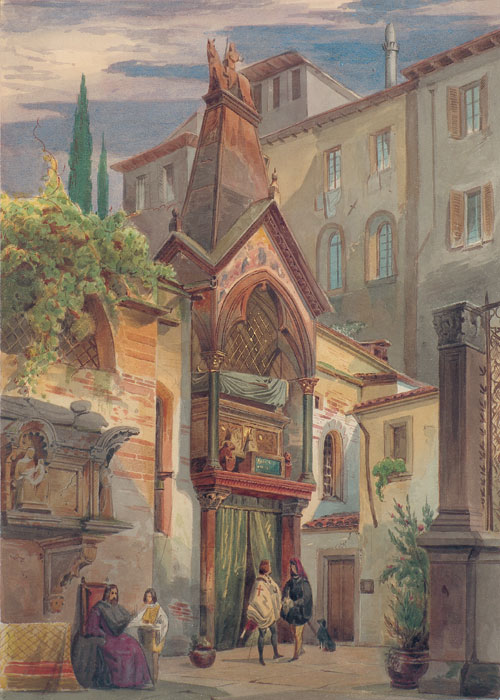
Lo spazio antistante la chiesa nel 1845, prima dell'intervento di restauro di fine secolo

Nel XII secolo venne ricostruita in stile romanico a seguito del catastrofico terremoto del 1117, che devastò Verona e danneggiò irrimediabilmente la chiesa longobarda. I lavori di ricostruzione furono piuttosto rapidi e si conclusero due o tre decenni prima della consacrazione, avvenuta l'11 novembre 1185 a opera del patriarca di Aquileia Gotifredo.
Attorno alla chiesa nel tempo crebbe un'area cimiteriale piuttosto vasta, nata successivamente alla fondazione della chiesa ma attiva in particolare nell'XI secolo, tanto che durante scavi archeologici moderni vennero alla luce una cinquantina di sepolture; questo cimitero si sviluppò nell'area di pertinenza del monastero, prima adibita a orti e colture. Dall'XI secolo fino alla metà del XIV, questo spazio aperto di proprietà di Santa Maria Antica andò però sempre più a restringersi e la zona attorno a trasformarsi, in particolare durante la signoria scaligera, durante la quale fu costruito l'adiacente palazzo di Cansignorio. Fu così che nel XIII e il XIV secolo la chiesetta venne adibita proprio dagli Scaligeri a cappella di famiglia, cui seguì la realizzazione di un sepolcro monumentale, le cosiddette arche scaligere: in queste trovarono posto i sarcofagi di Mastino I della Scala, Alberto I, Bartolomeo I, Cangrande II, Bartolomeo II (questa forse di Bailardo Nogarola) e quelle monumentali di Mastino II e Cansignorio, tutte perfettamente conservate. Il sarcofago di Cangrande I della Scala, il più famoso dei signori veronesi, venne invece posta a coronamento del portale d'ingresso laterale alla chiesa.

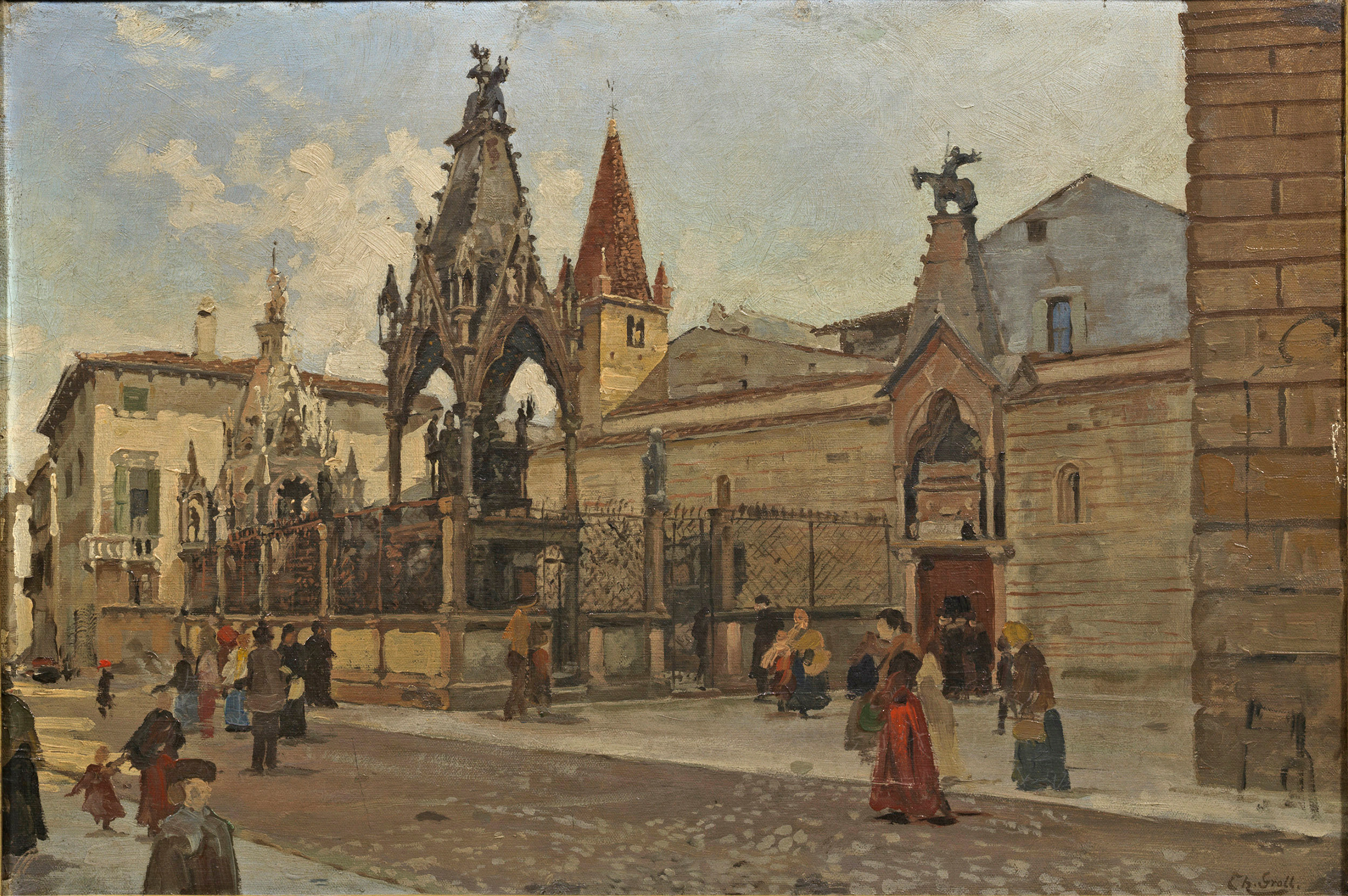
La chiesa dopo il restauro di fine Ottocento

Nella prima parte del XVII secolo l'interno della chiesetta venne rinnovato in forme barocche, tuttavia un restauro avvenuto tra il 1887 e il 1908 previde di ripristinare l'aspetto romanico precedente tramite l'eliminazione delle superfetazioni seicentesche: i lavori furono seguiti dall'abate Angelo Gottardi e oltre alla demolizione di stucchi e intonaci, attribuiti al 1630 da una data iscritta, comportò la ricostruzione dell'interno seguendo le tracce rinvenute, anche se tuttavia alcune interpretazioni di queste potrebbero essere state arbitrarie e non corrette, tanto che il restauro fu molto contrastato.

## Descrizione

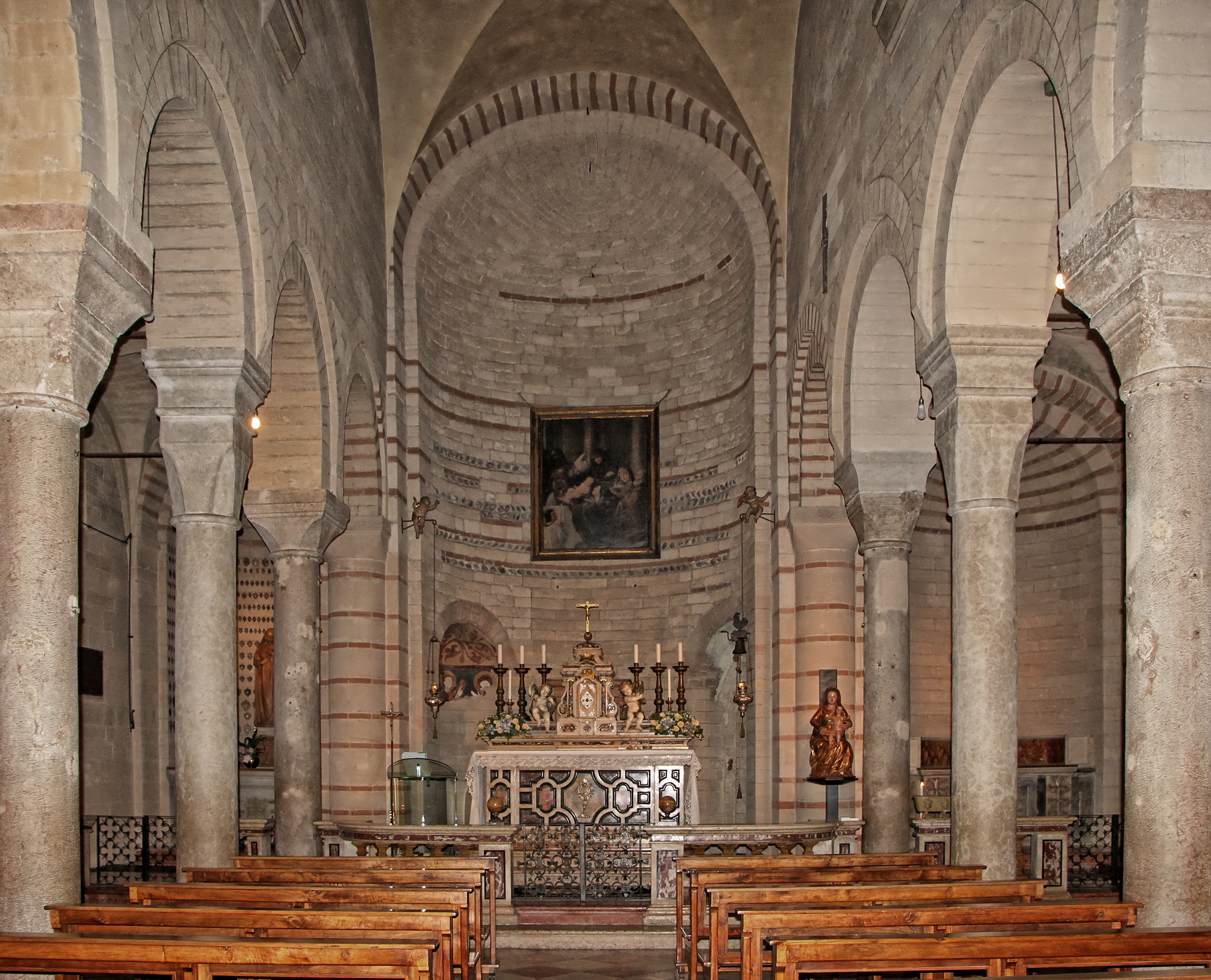
L'interno della chiesa

La chiesa è racchiusa tra diversi edifici per cui la facciata romanica, a capanna, con portale centrale e monofore strombate ai lati, è poco visibile. Più esposta è invece la fiancata settentrionale, che come la facciata e il campanile ha il caratteristico paramento murario delle architetture romaniche veronesi, in corsi alternati di conci di tufo e mattoni di laterizio. Il prospetto laterale, inoltre, è scandito in due ordini sovrapposti corrispondenti alla suddivisione interna in navate laterali minori e navata centrale maggiore, entrambi coronati da una cornice sottogronda in pietra; lungo l'ordine inferiore si aprono alcune monofore a feritoia strombate e il portale d'ingresso laterale, sovrastato dalla monumentale arca di Cangrande I della Scala. Il sarcofago del signore veronese è situato entro un arco trilobato e la sua copertura è sovrastata da una statua equestre del principe, opera attribuita a Giovanni di Rigino e ritenuta capolavoro del XIV secolo. Il campanile, a pianta quadrata, è impostato sull'abside maggiore e chiuso in alto da una cella campanaria con bifore divise da colonnine caratterizzate da capitelli trapezoidali sormontati da abachi; la cella è a sua volta sormontata dalla copertura conica in cotto e quattro pinnacoli agli angoli.

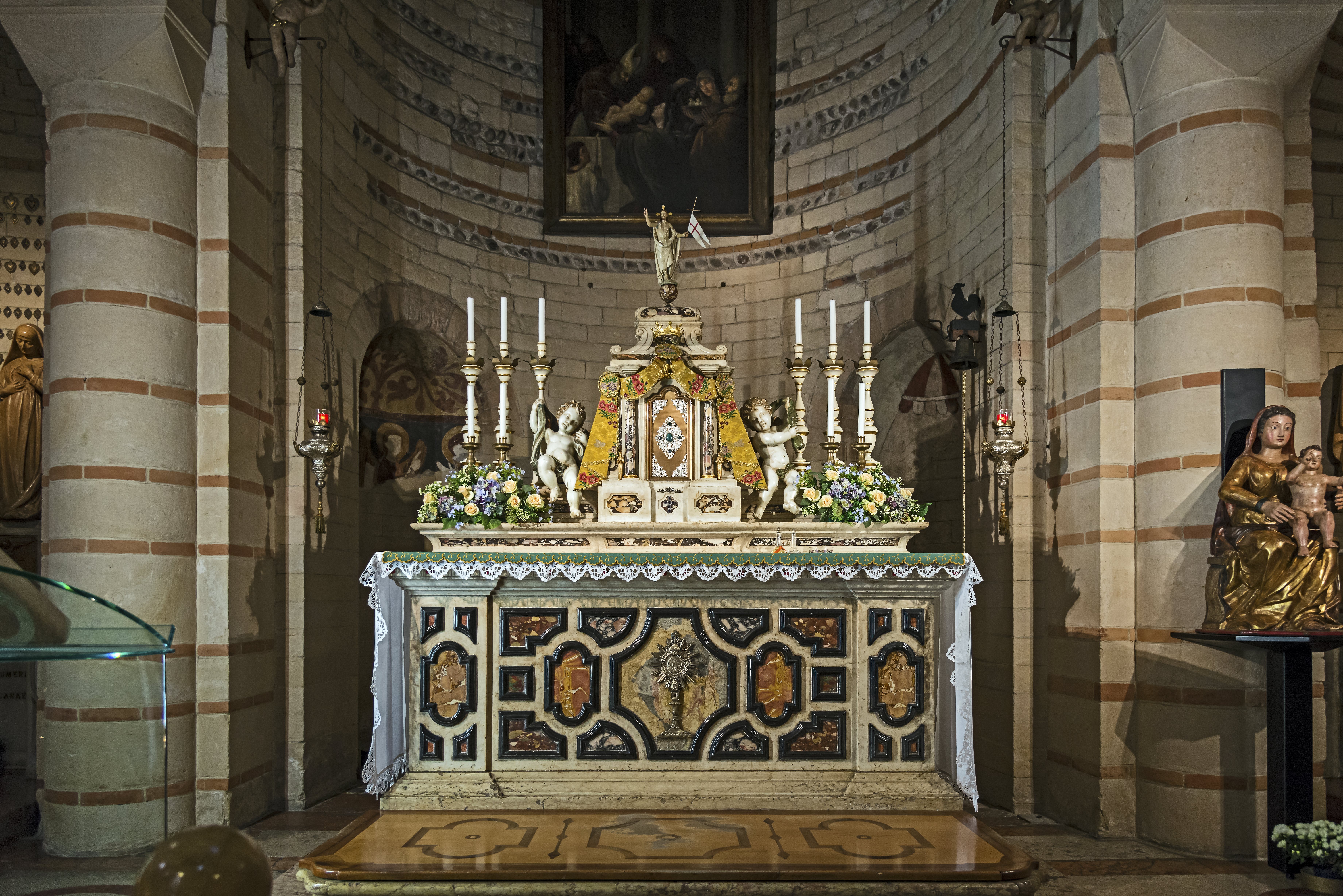
L'altare maggiore

L'edificio presenta una pianta di tipo basilicale a tre navate, separate da due file di cinque colonne caratterizzate da capitelli di varie forme, che si ripetono appaiati: privi di decorazioni animali o vegetali, sono come grandi cubi rastremati verso il basso e sormontati da una specie di pulvino. Le tre navate si concludono con un'ultima campata rialzata di due gradini e protetta da una balaustra, ognuna delle quali terminante con un'abside semicircolare di cui quella centrale di maggiori dimensioni. La navata centrale è coperta da tre ampie volte a crociera costolonate, le navate laterali da volte a crociera ritmate da archeggiature a sesto ribassato, mentre le tre absidi sono coperte da semi-calotte sferiche.
Lo spazio interno è particolarmente suggestivo grazie all'espressività della trama muraria romanica e alla debolezza della luce naturale che filtra dalle strette feritoie che si aprono lungo i fianchi delle navate minori. Tra le opere d'arte presenti si cita la pala dell'altare maggiore raffigurante la Presentazione di Gesù al tempio, attribuita ad Antonio Giarola.